# Cohors III Thracum civium Romanorum equitata bis torquata

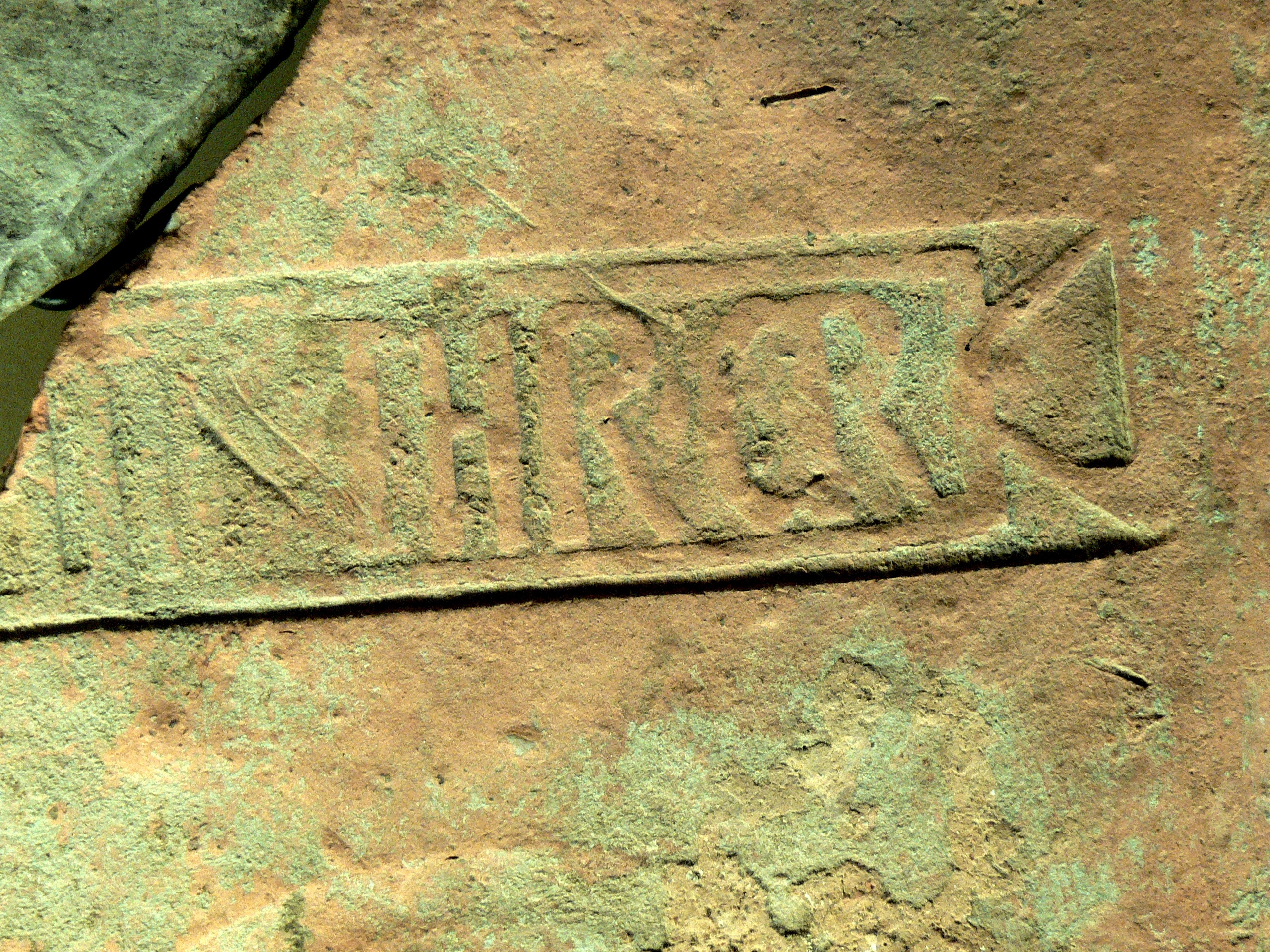
Ziegelstempel der III. Thrakerkohorte aus Künzing.

Die Cohors III Thracum civium Romanorum equitata bis torquata („3. teilberittene Kohorte der Thraker römischen Bürgerrechts, zweimal mit Torques ausgezeichnet“) war eine römische Hilfstruppe, die bis zum Limesfall um 260 n. Chr. in rätischen Grenzkastellen Dienst tat.

## Geschichte
In Thrakien, auf dem Gebiet des heutigen Bulgarien ausgehoben, ist die Cohors III Thracum civium Romanorum equitata seit 107 n. Chr. in Rätien belegt. Mehrere Ziegelstempel mit ihrem Kürzel COH III THR CR blieben erhalten. Aufgrund eines dieser Stempel, der im Kastell Oberstimm südlich von Ingolstadt gefunden wurde, könnte die Truppe in flavischer Zeit (69–96) zunächst dort gelegen haben, bevor sie anschließend in das Kastell Künzing (Castra Quintana) kam, wo sie erneut Ziegelstempel hinterließ, die der Zeit zwischen 90 und 135 zugeordnet werden. Ziegelstempel der Cohors III Thracum civium Romanorum equitata aus früh- und mittelflavischer Zeit wurden allerdings auch im Kastell Moos-Burgstall entdeckt, so dass auch eine Stationierung in diesem Lager denkbar wäre. Möglicherweise war jeweils nur eine Vexillation der Truppe an verschiedenen Orten tätig.
In den dreißiger Jahren des 2. Jahrhunderts wurde die Einheit vielleicht nach Iudaea kommandiert, um die römischen Truppen beim Bar-Kochba-Aufstand (132–135) zu unterstützen. Um 135 oder etwas später wurde sie mit dem 144 vollendeten Steinausbau des Kastells Gnotzheim (Castra Mediana) betraut. Die zu diesem Ereignis geschaffene Bauinschrift lautet:
[Imp(eratori) Cae]s(ari) T(ito) Ael(io) Hadr(iano) Antonino

[Aug(usto) Pio] trib(unicia) p(otestate) VII co(n)s(uli) III pontif(ici) max(imo)

[coh(ors) II]I Thr(acum) c(ivium) R(omanorum) eq(uitata) bis torqua(ta)
Übersetzung: „Für Kaiser Titus Aelius Hadrianus Antoninus Augustus Pius, im 7. Jahr seiner tribunizischen Amtsgewalt, 3 Mal Konsul, Oberpriester. Die III. [teil]berittene Thrakerkohorte römischer Bürger, zweimal ausgezeichnet.“
Aus Gnotzheim stammt eine zweite antoninische, nicht mehr datierbare Bauinschrift, die ebenfalls die Thraker nennt. Sie wurde beim Umbau der Sakristei in der Gnotzheimer St. Michaelskirche entdeckt.
[---] Antonino [---]

[---] pont(ifici) max(imo) coh(ors) II[I Thrac(um) c(ivium) R(omanorum) eq(uitata) bis torquata]
Die Cohors III Thracum civium Romanorum equitata blieb bis zum Limesfall die Stammtruppe von Gnotzheim.
Ein im Regensburger Kastell Kumpfmühl entdeckter Ziegelstempel der Thraker ist wahrscheinlich aus heute nicht mehr nachvollziehbaren Gründen alleine oder auch mit einer Bauabteilung der Herstellereinheit dorthin gelangt.

## Angehörige der Kohorte
Eine Cohors quingenaria equitata bestand in ihrer Sollstärke für gewöhnlich aus rund 360 Fußsoldaten (sechs Zenturien  (Centuriae) zu je 60 Mann) und 120 Reitern (vier Schwadrone (Turmae) zu je 30 Mann). Die 3. Thrakerkohorte hat das römische Bürgerrecht zu einem bestimmten Zeitpunkt – auf alle Fälle vor 107 – einmalig erhalten. Die nachfolgend in die Einheit aufgenommenen Soldaten mussten sich diesen Status wie üblich erst wieder durch ihre 25-jährige Dienstzeit erwerben. Wie Funde von Pfeilspitzen sowie Knochenverstärkungen für die Bogenenden aus Künzing bezeugen, waren einige Soldaten der Truppe – zumindest zeitweise – offenbar auch mit Pfeil und Bogen bewaffnet.
Die ritterliche Laufbahn eines aus Kampanien stammenden Kohortenpräfekts dieser Truppe, Quintus Gavius Fulvius Proculus, konnte in vielen Teilen nachvollzogen werden. Einen in Gnotzheim 1999 bei Bauarbeiten ausgebaggerten Weihealtar für die Göttin Diana Panthea, der ihn nennt, gab er wohl gegen Ende seiner dortigen Stationierungszeit in Auftrag. Da zwei Militärdiplome aus dem Jahr 152 sein nächstes Kommando im Kastell Leiden-Roomburg (Matilo) am Niedergermanischen Limes bestätigen, muss er vor diesem Zeitpunkt aus Gnotzheim versetzt worden sein.